# Holger C. Gotha

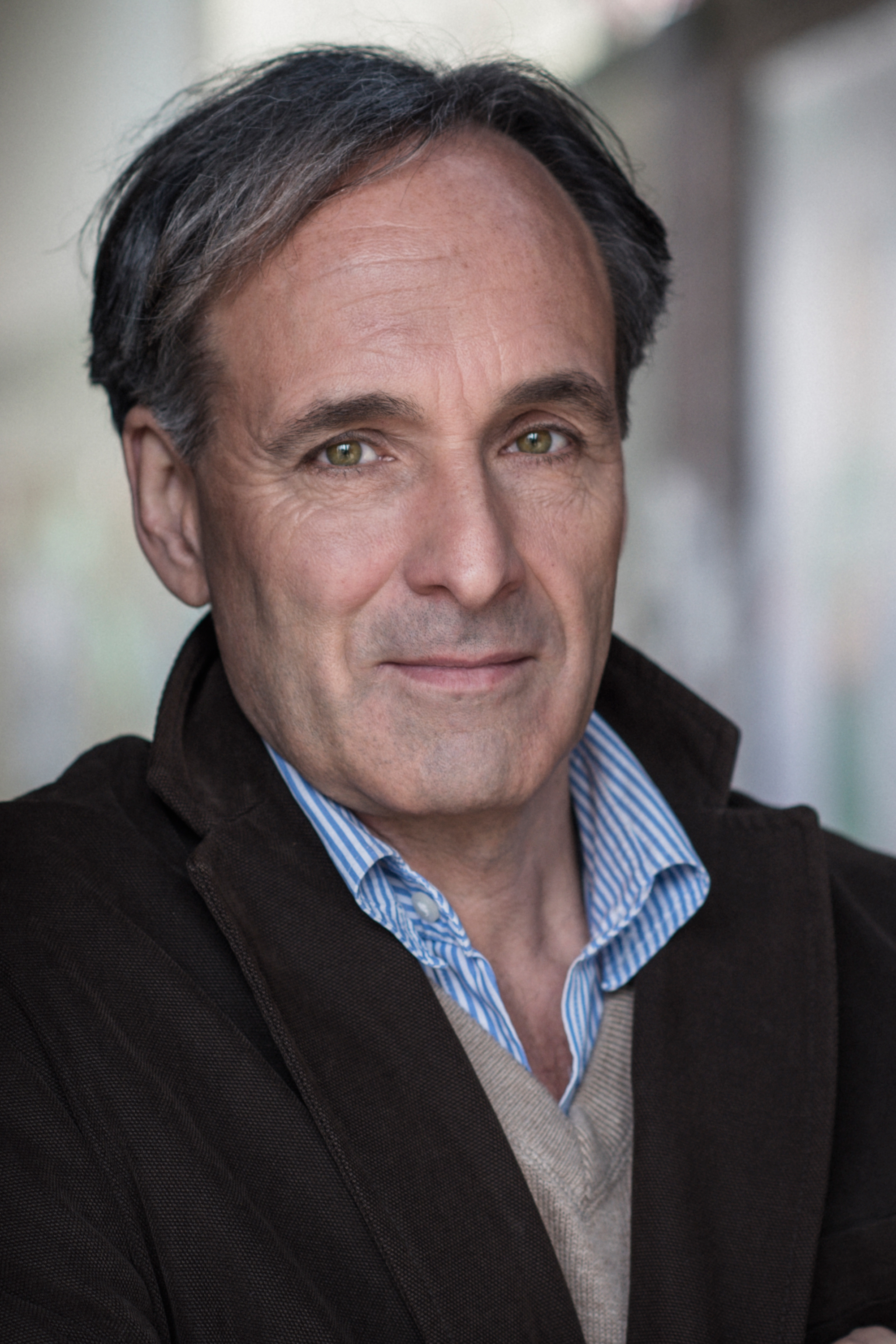
Holger Gotha (2015)

Holger Christian Gotha (* 7. Dezember 1960 in München) ist ein deutsch-österreichischer Schauspieler, Regisseur und Drehbuchautor.

## Leben und Wirken
Holger Gotha wuchs in München auf und hat dort das Oskar von Miller Gymnasium besucht. Seine Schauspiel- und Regieausbildung absolvierte er von 1982 bis 1985 am Max-Reinhardt-Seminar in Wien. Davor legte er das juristische Staatsexamen in München ab, studierte Theaterwissenschaften und mehrere Sprachen (Englisch, Französisch, Italienisch).
Neben der Schauspielerei arbeitet Gotha auch als Regisseur und Drehbuchautor. Von 1988 bis 1991 war er als Schauspiellehrer an der Hochschule Graz tätig.
Dem Fernsehpublikum wurde er vor allem in der ZDF-Telenovela Julia – Wege zum Glück als Frederik Gravenberg bekannt. Von Mai 2010 bis August 2015 übernahm Gotha die wiederkehrende Gastrolle des Curd Heinemann in der ARD-Telenovela Sturm der Liebe. Als Schauspieler vor der Kamera wirkte er in bisher über 50 Film-und-Fernsehproduktionen mit.
Im Jahr 2001 wurde er für die Regie der Krimikomödie Jetzt bringen wir unsere Männer um für den MFG-Star/beste Nachwuchsregie nominiert. Seine Arbeiten als Filmregisseur sind stark beeinflusst von der langjährigen Freundschaft und Zusammenarbeit mit dem Kameramann Peter Zeitlinger. Die Freundschaft und Zusammenarbeit mit dem Autor und Produzenten Philipp Weinges führen zu gemeinsamen Drehbüchern der Reihe Zimmer mit Stall.
Holger C. Gotha lebt in München.

## Filmografie

### Schauspieler
- 1985: Die Reise des Herrn Schütz
- 1989: Tatort: Der Pott (Fernsehreihe)
- 1990: Erwin und Julia
- 1991: Tatort: Animals
- 1992: Erwin und Julia
- 1994: Der Standesbeamte
- 1995: Liebe Lügen
- 1996: Hannah
- 1996: Kaisermühlen Blues (Fernsehserie)
- 1996: Der Kapitän (Fernsehserie, 1 Folge)
- 1996: Frauenarzt Dr. Markus Merthin (Fernsehserie, 2 Folgen)
- 1997: Der Bulle von Tölz (Fernsehserie, 1 Folge)
- 1998: Julia – Eine ungewöhnliche Frau (Fernsehserie, 1 Folge)
- 1999: The Corps (Kurzfilm, Regie: Peter Zeitlinger)
- 1999: Mayday! Überfall auf hoher See
- 2000: Die Straßen von Berlin (Fernsehserie, 2 Folgen)
- 2001: In der Höhle der Löwin
- 2001: Vollweib sucht Halbtagsmann
- 2001: Herzschlag
- 2002: Medicopter 117 – Jedes Leben zählt (Fernsehserie, 1 Folge)
- 2002: Dangerous Interrogation (Kurzfilm, Regie: Peter Zeitlinger)
- 2002: Himmlische Gauner
- 2003: Im Namen des Gesetzes (Fernsehserie, 1 Folge)
- 2003–2020: Um Himmels Willen (Fernsehserie, 3 Folgen, verschiedene Rollen)
- 2004: Abschnitt 40 (Fernsehserie, 1 Folge)
- 2004: Ein Gauner Gottes
- 2005–2006, 2008–2009: Wege zum Glück (Fernsehserie, 359 Folgen)
- 2006: Alarm für Cobra 11 – Die Autobahnpolizei (Fernsehserie, 1 Folge)
- 2007: Die Sache mit dem Glück
- 2007: Nachts
- 2007: Mikado
- 2008: Männer lügen nicht
- 2008: H3 – Halloween Horror Hostel
- 2009–2010: Marienhof (Fernsehserie, 24 Folgen)
- 2009: SOKO Kitzbühel (Fernsehserie, 1 Folge)
- 2009–2018: SOKO München (Fernsehserie, 2 Folgen, verschiedene Rollen)
- 2010–2015: Sturm der Liebe (Fernsehserie, 98 Folgen)
- 2011: SOKO Wien (Fernsehserie, 1 Folge)
- 2011: Forsthaus Falkenau (Fernsehserie, 1 Folge)
- 2012: Donna Leon – Schöner Schein (Fernsehserie, 1 Folge)
- 2012: Heiter bis tödlich: Henker & Richter (Fernsehserie, 1 Folge)
- 2013–2024: Hubert und Staller (Fernsehserie, 2 Folgen, verschiedene Rollen)
- 2013: Bella Block: Angeklagt (Fernsehreihe)
- 2014–2020: Die Rosenheim-Cops (Fernsehserie, 3 Folgen, verschiedene Rollen)
- 2015: Sturköpfe
- 2015: Utta Danella – Lisa schwimmt sich frei
- 2016–2017: Alles was zählt (Fernsehserie, 93 Folgen)
- 2018: Familie Dr. Kleist (Fernsehserie, Folge: Unerwartete Gefahren)
- 2019: Die Spezialisten – Im Namen der Opfer (Fernsehserie, 1 Folge)
- 2019: Tutto il mondo e un paese (Kurzfilm, Regie: Silvia Zeitlinger)
- 2019: Rote Rosen (Fernsehserie, 12 Folgen)
- 2020–2021: Dahoam is Dahoam (Fernsehserie)
- 2021: Spätzle arrabbiata oder eine Hand wäscht die andere (Miniserie)
- 2021: Ein Sommer in Südtirol (Fernsehreihe)
- 2023: München Mord: Damit ihr nachts ruhig schlafen könnt (Fernsehreihe)
- 2024: Daheim in den Bergen – Wunsch und Wirklichkeit (Fernsehreihe)
- 2024: Daheim in den Bergen – Schulter an Schulter (Fernsehreihe)
- 2025: Watzmann ermittelt (Fernsehserie, Folge: Blutschnee)
- 2025: High Stakes (Fernsehserie)

### Regie
- 2000: Feindbild
- 2001: Jetzt bringen wir unsere Männer um (RTL, ORF)

### Drehbuch
- 2000: Feindbild – Kinospielfilm – Regie: Holger Gotha
- 2019: SOKO München – Tattoo
- 2021: Zimmer mit Stall – Schwiegermutter im Anflug – Regie: Sebastian Stern
- 2022: Zimmer mit Stall – So ein Zirkus – Regie: Ngo The Chau
- 2023: Zimmer mit Stall – Das Blaue vom Himmel – Regie: Filippos Tsitos
- 2023: Zimmer mit Stall – Kuhhandel – Regie: Rainer Kaufmann

### Hörspiel
- 1990: Ubu Roi – König Ubu, Rolle: Schläucherl